# The Complete Studio Recordings (album Abby)
The Complete Studio Recordings – box set zawierający wszystkie albumy studyjne zespoły ABBA. Wydany został w 2005 przez Polar Music. Kompilacja zawiera 9 płyt CD i 2 DVD.

## Lista piosenek

### CD 1 –Ring Ring(1973)
1. „Ring Ring”
2. „Another Town, Another Train”
3. „Disillusion”
4. „People Need Love”
5. „I Saw It In The Mirror”
6. „Nina, Pretty Ballerina”
7. „Love Isn’t Easy (But It Sure Is Hard Enough)”
8. „Me And Bobby And Bobby’s Brother”
9. „He Is Your Brother”
10. „She’s My Kind of Girl”
11. „I Am Just A Girl”
12. „Rock’n Roll Band”
Bonus Tracks
13. „Ring Ring (Bara Du Slog En Signal)” (Swedish Version)
14. „Åh, Vilka Tider”
15. „En Karusell|”
16. „Santa Rosa”
17. „Ring Ring” (Spanish Version)
18. „Wer Im Wartesaal Der Liebe Steht” (German Version of „Another Town, Another Train”)
19. „Ring Ring” (German Version)

### CD 2 –Waterloo(1974)
1. „Waterloo”
2. „Sitting In The Palmtree”
3. „King Kong Song”
4. „Hasta Mañana”
5. „My Mama Said”
6. „Dance (While The Music Still Goes On)”
7. „Honey, Honey”
8. „Watch Out”
9. „What About Livingstone?”
10. „Gonna Sing You My Lovesong”
11. „Suzy-Hang-Around”
Bonus Tracks
12. „Ring Ring” (US Remix 1974)
13. „Waterloo” (Swedish Version)
14. „Honey, Honey” (Swedish Version)
15. „Waterloo” (German Version)
16. „Hasta Mañana” (Spanish Version)
17. „Ring Ring” (UK Remix 1974)
18. „Waterloo” (French Version)

### CD 3 –ABBA(1975)
1. „Mamma Mia”
2. „Hey, Hey Helen”
3. „Tropical Loveland”
4. „SOS”
5. „Man In The Middle”
6. „Bang-A-Boomerang”
7. „I Do, I Do, I Do, I Do, I Do”
8. „Rock Me”
9. „Intermezzo No. 1"
10. „I’ve Been Waiting For You”
11. „So Long”
Bonus Tracks
12. „Crazy World”
13. „Medley: Pick A Bale of Cotton – On Top Of Old Smokey – Midnight Special (1978 Remix)”
14. „Mamma Mia” (Spanish Version)

### CD 4 –Arrival(1976)
1. „When I Kissed the Teacher”
2. „Dancing Queen”
3. „My Love, My Life”
4. „Dum Dum Diddle”
5. „Knowing Me, Knowing You”
6. „Money, Money, Money”
7. „That’s Me”
8. „Why Did It Have To Be Me?”
9. „Tiger”
10. „Arrival”
Bonus Tracks
11. „Fernando”
12. „Happy Hawaii” (Early version of „Why Did It Have To Be Me?”)
13. „La Reina Del Baile” (Spanish Version of „Dancing Queen”)
14. „Conociéndome, Conociéndote” (Spanish Version of „Knowing Me, Knowing You”)
15. „Fernando” (Spanish Version)

### CD 5 –ABBA–The Album(1977)
1. „Eagle”
2. „Take a Chance on Me”
3. „One Man, One Woman”
4. „The Name of the Game”
5. „Move On”
6. „Hole In Your Soul”
The Girl With The Golden Hair – 3 sceny z mini-musicalu –
7. „Thank You for the Music”
8. „I Wonder (Departure)”
9. „I’m A Marionette”
Bonus Tracks
10. „Al Andar” (Spanish Version of „Move On”)
11. „Gracias por la música” (Spanish Version of „Thank You for the Music”)

### CD 6 –Voulez-Vous(1979)
1. „As Good as New”
2. „Voulez-Vous”
3. „I Have A Dream”
4. „Angeleyes”
5. „The King Has Lost His Crown”
6. „Does Your Mother Know”
7. „If It Wasn’t For The Nights”
8. „Chiquitita”
9. „Lovers (Live A Little Longer)”
10. „Kisses of Fire”
Bonus Tracks
11. „Summer Night City”
12. „Lovelight”
13. „Gimme! Gimme! Gimme! (A Man After Midnight)”
14. „Estoy Soñando” (Spanish Version of „I Have a Dream”)
15. „Chiquitita” (Spanish Version)
16. „¡Dame! ¡Dame! ¡Dame!” (Spanish Version of „Gimme! Gimme! Gimme! (A Man After Midnight)”)

### CD 7 –Super Trouper(1980)
1. „Super Trouper”
2. „The Winner Takes It All”
3. „On and On and On”
4. „Andante, Andante”
5. „Me and I”
6. „Happy New Year”
7. „Our Last Summer”
8. „The Piper”
9. „Lay All Your Love on Me”
10. „The Way Old Friends Do”
Bonus Tracks
11. „Elaine”
12. „Andante, Andante” (Spanish Version)
13. „Felicidad” (Spanish Version of „Happy New Year”)

### CD 8 –The Visitors(1981)
1. „The Visitors”
2. „Head Over Heels”
3. „When All Is Said And Done”
4. „Soldiers”
5. „I Let The Music Speak”
6. „One of Us”
7. „Two For The Price Of One”
8. „Slipping Through My Fingers”
9. „Like An Angel Passing Through My Room”
Bonus Tracks
10. „Should I Laugh Or Cry?”
11. „No Hay A Quien Culpa” (Spanish Version of „When All Is Said And Done”)
12. „Se Me Está Escapando” (Spanish Version of „Slipping Through My Fingers”)
13. „The Day Before You Came”
14. „Cassandra”
15. „Under Attack”
16. „You Owe Me One”

### CD 9 –Rarytasy
1. „Waterloo” (Alternate Mix)
2. „Medley: Pick A Bale Of Cotton/On Top Of Old Smokey/Midnight Special” (Original 1975 Mix)
3. „Thank You for the Music” (Doris Day Version)
4. „Summer Night City” (Full Length Version)
5. „Lovelight” (Alternate Mix)
6. „Dream World”
7. „Voulez-Vous” (Extended Remix)
8. „On and On and On” (Full Length Version)
9. „Put On Your White Sombrero”
10. „I Am The City”
11. ABBA Undeleted

### DVD 1 –Teledyski
1. „Ring Ring”
2. „Waterloo”
3. „Mamma Mia”
4. „SOS”
5. „Bang-A-Boomerang”
6. „I Do, I Do, I Do, I Do, I Do”
7. „Fernando”
8. „Dancing Queen”
9. „Money, Money, Money”
10. „Knowing Me, Knowing You”
11. „That’s Me”
12. „The Name of the Game”
13. „Take a Chance on Me”
14. „Eagle”
15. „One Man, One Woman”
16. „Thank You for the Music”
17. „Summer Night City”
18. „Chiquitita”
19. „Does Your Mother Know”
20. „Voulez-Vous”
21. „Gimme! Gimme! Gimme! (A Man After Midnight)”
22. „I Have a Dream”
23. „Super Trouper”
24. „The Winner Takes It All”
25. „On and On and On”
26. „Happy New Year”
27. „Lay All Your Love on Me”
28. „Head Over Heels”
29. „When All Is Said And Done”
30. „One of Us”
31. „The Day Before You Came”
32. „Under Attack”
Bonus Videos
33. „Estoy Soñando”
34. „Felicidad”
35. „No Hay A Quien Culpar”
36. „Dancing Queen” (1992 Version)
37. „The Last Video”

### DVD 2 –Historia
- Film dokumentalny (pierwszy raz pojawił się na ABBA Gold DVD)
Na żywo kwiecień 1981
- Dick Cavett Meets ABBA.

1. „Gimme! Gimme! Gimme! (A Man After Midnight)”
2. „Super Trouper”
3. „Two for the Price of One”
4. „Slipping Through My Fingers”
5. „On and On and On”